# Bob Mattick
Robert Walter "Bob" Mattick (nacido en Chicago, Illinois el 30 de mayo de 1933) es un exjugador de baloncesto estadounidense que desarrolló su carrera deportiva en la Amateur Athletic Union. Con 2,11 metros de estatura, lo hacía en la posición de pívot.

## Trayectoria deportiva

### Universidad
Jugó durante tres temporadas con los Cowboys de la Universidad Estatal de Oklahoma, en las que promedió 16,6 puntos y 9,3 rebotes por partido. Fue incluido en el mejor quinteto de la Missouri Valley Conference en 1953 y 1954, tras liderar la conferencia en ambas temporadas en puntos, rebotes y porcentaje de tiros de campo, y también en el segundo equipo consensuado All-American de 1954.

### Profesional
Fue elegido en la undécima posición del Draft de la NBA de 1954 por Milwaukee Hawks, pero nunca llegó a jugar en la NBA, haciéndolo en los Phillips 66ers con los que en 1956 se proclamó subcampeón de la Amateur Athletic Union.